# MØ
Karen Marie Aagaard Ørsted Andersen (født 13. august 1988 i Odense), bedre kendt under sit kunstnernavn MØ, er en dansk sangerinde.

## Tidligt liv
MØ boede som barn i forstaden Ejlstrup vest for Odense og gik på Ubberud skole.

## Karriere
MØ begyndte sin musikalske karriere med at spille sammen med Josefine Struckmann i den anarkistiske pigeelektropunkduo Mor. Deres første sang var "Fisse i dit fjæs" (2008). Hun spillede på SPOT Festival 2012, hvor hun mødte musikproducenten Ronnie Vindahl, der efterfølgende var med til at skabe hendes udtryk som solist og blev hendes producer.
I 2012 udkom singlen "Pilgrim", der blev bemærket i udlandet af blandt andet Pitchfork og The Guardian. "Pilgrim" blev P3s Uundgåelige 18. marts 2013, hvilket var afgørende for at MØ brød igennem som soloartist herhjemme.
I 2015 medvirkede MØ på Major Lazers megahit "Lean On", der med over 3 milliarder visninger (ultimo 2021) blev den mest sete YouTube musikvideo nogensinde med en dansk medvirkende. "Lean On" toppede hitlisterne på Spotify og iTunes med en førsteplads på den internationale hitliste og over 700 millioner streams på Spotify. MØ var desuden sangskriver på Major Lazer og Ariana Grande-sangen "All My Love".
MØs single "Kamikaze", der blev udgivet i oktober 2015, ramte på 4 dage 450.000 afspilninger på YouTube og ultimo 2021 var den vist over 70 millioner gange. Musikvideoen blev skudt og instrueret i Kyiv og sangen blev produceret af den amerikanske discjockey og producer Diplo. I maj 2016 udkom singlen "Final Song", som blev et top 40 hit i mere end 10 lande, heriblandt Storbritannien hvor sangen opnåede en 15. plads på UK Singles Chart (hendes højeste placering som soloartist).
Sammen med Major Lazer og Justin Bieber udgav MØ singlen "Cold Water" i juli 2016. I USA debuterede sangen på andenpladsen på Billboard Hot 100, hvilket er rekorden for den højeste danske hitlisteplacering i USA, sammen med Jørgen Ingmann ("Apache") og Lukas Graham ("7 Years") hvis numre også opnåede en andenplads. Det er samtidig MØs anden top 10-single på Billboard Hot 100 (efter "Lean On"). I Storbritannien gik sangen ind på førstepladsen på UK Singles Chart, og blev MØs første nummer ét-single i Storbritannien, og gør hende samtidig til den fjerde danske artist til at opnå en førsteplads på hitlisten. Det er desuden første gang i historien at to danske artister har ligget nummer ét på den britiske single-hitliste (den anden er Lukas Graham) i samme år.

## Privatliv
Privat er hun kæreste med sangeren Mads Damsgaard Kristiansen, som er kendt under kunstnernavnet Goss.

## Priser
- GAFFA-Prisen 2013 ("Årets Nye Danske Navn" og "Årets Danske Kvindelige Kunstner")[21]
- Kronprinsparrets Stjernedryspris 2013[22][23]
- Årets Steppeulv 2014 (Årets Livenavn)
- P3 Guld 2014 (P3 prisen)[24] som hun fik overrakt af sit store idol Melanie C fra Spice Girls.[25]
- Danish Music Awards 2014, "Årets Nye Danske Navn", "Årets Danske Album" for No Mythologies to Follow, "Årets Danske Solist" samt "Årets Danske Musikvideo" for Walk this way.[26]
- GAFFA-Prisen 2014: "Årets Danske Album" og "Årets Danske Popudgivelse (begge for No Mythologies to Follow), "Årets Danske Kvindelige Kunstner", samt "Årets Danske Hit" for Don't Wanna Dance.[27]
- European Border Breakers Awards 2015 (EBBA) (Emerging Artist)[28]
- GAFFA-Prisen 2015 (Årets udenlandske hit) for "Lean On" med Major Lazer og DJ Snake)
- Danish Music Awards 2016, "Årets danske musikvideo": Final Song[29]
- Billboard Music Award for Top Dance Song, Lean On 2016
- Zulu Awards 2016 (Årets kvindelige kunstner)
- GAFFA-Prisen 2017 (Årets danske kvindelige kunstner)
- Radio Disney Music Award for Best Dance Track Cold Water 2017
- Danish Music Awards 2019, "Årets Danske Sangskriver": Forever Neverland.[30]

## Diskografi

### Album
| Titel                                                                             | Detaljer | Højeste hitlisteplacering | Højeste hitlisteplacering | Højeste hitlisteplacering | Højeste hitlisteplacering | Højeste hitlisteplacering | Højeste hitlisteplacering | Højeste hitlisteplacering | Højeste hitlisteplacering | Certificeringer      |
| Titel                                                                             | Detaljer | DEN                       | BEL (FL)                  | BEL (WA)                  | FRA                       | IRE                       | NLD                       | UK                        | US Heat                   | Certificeringer      |
| --------------------------------------------------------------------------------- | --- | ------------------------- | ------------------------- | ------------------------- | ------------------------- | ------------------------- | ------------------------- | ------------------------- | ------------------------- | -------------------- |
| No Mythologies to Follow                                                          | - Udgivet: 7 March 2014 - Pladeselskab: Chess Club, RCA Victor - Format: CD, LP, digital download, streaming     | 2                         | 107                       | 83                        | 161                       | 76                        | —                         | 58                        | 11                        | - IFPI DEN: Platinum |
| Forever Neverland                                                                 | - Udgivet: 19 October 2018 - Pladeselskab: Columbia - Format: CD, LP, digital download, streaming                | 1                         | 191                       | 158                       | —                         | —                         | 167                       | —                         | —                         | - IFPI DEN: Gold     |
| Motordrome                                                                        | - Udgivet: 28 January 2022 - Pladeselskab: Columbia - Format: LP, digital download, streaming                    | 9                         | —                         | —                         | —                         | —                         | —                         | —                         | —                         |                      |
| Plæygirl                                                                          | - Udgivet: 16 May 2025 - Pladeselskab: Sony Music Entertainment UK - Format: CD, LP, digital download, streaming | —                         | —                         | —                         | —                         | —                         | —                         | —                         | —                         |                      |
| "—" denotes a recording that did not chart or was not released in that territory. | |                           |                           |                           |                           |                           |                           |                           |                           |                      |

### EP'er
- Bikini Daze (2013)
- No Mythologies to Follow (2014)
- Say You'll Be There (2014)
- Who Do You Think Of? (The Remixes) (2016)
- When I Was Young (2017)
- Forever Neverland (2018)
- Walshy Fire Presents: MMMMØ - The Mix (2019)
- Brad Pitt / Goosebumps (2021)
- Motordrome (2022)

### Singler
| År   | Titel                                         | Højeste placering | Højeste placering | Certificering                               |
| År   | Titel                                         | Tracklisten       | Airplay           | Certificering                               |
| ---- | --------------------------------------------- | ----------------- | ----------------- | ------------------------------------------- |
| 2013 | "Glass"                                       | —                 | —                 | 2012/2013-2014                              |
| 2013 | "Let The Youth Go Mad"                        | —                 | —                 |                                             |
| 2013 | "Dear Boy"                                    | —                 | —                 |                                             |
| 2013 | "XXX 88" (feat. Diplo)                        | —                 | —                 |                                             |
| 2013 | "Never Wanna Know"                            | —                 | —                 |                                             |
| 2013 | "Dark Night"                                  | —                 | —                 |                                             |
| 2013 | "Freedom (#1)"                                | —                 | —                 |                                             |
| 2013 | "Pilgrim"                                     | 11                | 5                 | 2012/2013-2014                              |
| 2014 | "Don't Wanna Dance"                           | 25                | —                 | - Guld (streaming)                          |
| 2014 | "Say You'll Be There"                         | —                 | —                 | 2014-2016                                   |
| 2014 | "Walk This Way"                               | 33                | —                 |                                             |
| 2014 | "XXX 88" (feat. Diplo)                        | —                 | —                 | 2013-2014                                   |
| 2014 | "Waste of Time"                               | —                 | —                 |                                             |
| 2014 | "Don't Wanna Dance"                           | —                 | —                 |                                             |
| 2014 | "Slow Love"                                   | —                 | —                 |                                             |
| 2014 | "Never Wanna Know"                            | —                 | —                 | 2013-2014                                   |
| 2014 | "Pilgrim"                                     | 11                | 5                 | Udgivet 2012/2013-2014 - Platin (streaming) |
| 2014 | "Maiden"                                      | —                 | —                 |                                             |
| 2014 | "Fire Rides"                                  | —                 | —                 |                                             |
| 2014 | "Beg for it"                                  | —                 | —                 |                                             |
| 2014 | "One More"                                    | —                 | —                 |                                             |
| 2014 | "Glass"                                       | —                 | —                 | 2012/2013-2014                              |
| 2014 | "Red in the Grey"                             | —                 | —                 |                                             |
| 2014 | "Pilgrim [Explicit]"                          | —                 | —                 |                                             |
| 2014 | "Waste of Time [Explicit]"                    | —                 | —                 |                                             |
| 2014 | "Dust Is Gone"                                | —                 | —                 |                                             |
| 2015 | "Lean On"                                     | —                 | —                 |                                             |
| 2015 | "You're still a mystery"                      | —                 | —                 |                                             |
| 2015 | "Kamikaze"                                    | —                 | —                 | 2015-2018                                   |
| 2016 | "Drum"                                        | 21                | —                 |                                             |
| 2016 | "Cold Water"                                  | —                 | —                 |                                             |
| 2016 | "Who Do You Think Of?"                        | —                 | —                 |                                             |
| 2016 | "Who Do You Think Of? (Zac Samuel Remix)"     | —                 | —                 |                                             |
| 2016 | "Who Do You Think Of? (Royal-T Remix)"        | —                 | —                 |                                             |
| 2016 | "Who Do You Think Of? (Danny Dove Club Edit)" | —                 | —                 |                                             |
| 2016 | "Who Do You Think Of? (Ed Solo Remix)"        | —                 | —                 |                                             |
| 2017 | "Final Song"                                  | 4                 | 2                 | - 2× Platin                                 |
| 2017 | "Don't Leave" (feat. Snakehips)               | 11                | —                 |                                             |
| 2017 | "Don't Leave (Remixes)"                       | —                 | —                 |                                             |
| 2017 | "Turn My Heart to Stone"                      | —                 | —                 |                                             |
| 2017 | "Linking With You"                            | —                 | —                 |                                             |
| 2017 | "When I Was Young"                            | —                 | —                 |                                             |
| 2017 | "When I Was Young [Explicit]"                 | —                 | —                 |                                             |
| 2017 | "Bb"                                          | —                 | —                 |                                             |
| 2017 | "3AM (Pull Up)"                               | —                 | —                 |                                             |
| 2017 | "Porsche"                                     | —                 | —                 |                                             |
| 2017 | "9 (After Coachella)"                         | —                 | —                 |                                             |
| 2017 | "Diamonds"                                    | —                 | —                 |                                             |
| 2017 | "Get it right"                                | —                 | —                 |                                             |
| 2017 | "Run Away"                                    | —                 | —                 |                                             |
| 2017 | "Roots"                                       | —                 | —                 |                                             |
| 2018 | "Nights With You"                             | 21                | —                 |                                             |
| 2018 | "Kamikaze"                                    | 16                | 3                 | 2015-2018 - Platin                          |
| 2018 | "Sun In Our Eyes"                             | —                 | —                 |                                             |
| 2018 | "Blur"                                        | —                 | —                 |                                             |
| 2018 | "Beautiful Wreck"                             | —                 | —                 |                                             |
| 2018 | "Never Fall In Love"                          | —                 | —                 |                                             |
| 2018 | "Imaginary Friend"                            | —                 | —                 |                                             |
| 2018 | "Red Wine"                                    | —                 | —                 |                                             |
| 2018 | "If It’s Over"                                | —                 | —                 |                                             |
| 2018 | "Nostalgia"                                   | —                 | —                 |                                             |
| 2018 | "I Want You"                                  | —                 | —                 |                                             |
| 2018 | "Mercy"                                       | —                 | —                 |                                             |
| 2018 | "Way Down"                                    | —                 | —                 |                                             |
| 2018 | "Stay Open"                                   | —                 | —                 |                                             |
| 2018 | "We are fucked"                               | —                 | —                 |                                             |
| 2018 | "Your Lovin'"                                 | —                 | —                 |                                             |
| 2018 | "Intro (Purple Like the Summer Rain)"         | —                 | —                 |                                             |
| 2018 | "West Hollywood"                              | —                 | —                 |                                             |
| 2018 | "Trying to Be Good"                           | —                 | —                 |                                             |
| 2018 | "Purple Like the Summer Rain"                 | —                 | —                 |                                             |
| 2019 | "Trun My Heart to Stone"                      | —                 | —                 | 2017-2019                                   |
| 2019 | "Northern Lights"                             | —                 | —                 |                                             |
| 2019 | "On & On"                                     | —                 | —                 |                                             |
| 2019 | "On & On (Mixed)"                             | —                 | —                 |                                             |
| 2019 | "Blur (Mixed)"                                | —                 | —                 |                                             |
| 2019 | "Kamikaze (Mixed)"                            | —                 | —                 |                                             |
| 2019 | "Pilgrim (Mixed)"                             | —                 | —                 |                                             |
| 2019 | "XXX 88 (Mixed)"                              | —                 | —                 |                                             |
| 2019 | "Porsche (Mixed)"                             | —                 | —                 |                                             |
| 2019 | "Turn My Heart to Stone (Mixed)"              | —                 | —                 |                                             |
| 2019 | "Bullet with Butterfly Wings"                 | —                 | —                 |                                             |
| 2019 | "Bullet with Butterfly Wings (Mixed)"         | —                 | —                 |                                             |
| 2019 | "Freedom (#1) (Mixed)"                        | —                 | —                 |                                             |
| 2019 | "Nostalgia (Mixed)"                           | —                 | —                 |                                             |
| 2019 | "Beautiful Wreck (Mixed)"                     | —                 | —                 |                                             |
| 2019 | "Nights with You (Mixed)"                     | —                 | —                 |                                             |
| 2019 | "Sun in Our Eyes (Mixed)"                     | —                 | —                 |                                             |
| 2019 | "Don't Leave (Mixed)"                         | —                 | —                 |                                             |
| 2019 | "Red Wine (Mixed)"                            | —                 | —                 |                                             |
| 2019 | "Way Down (Mixed)"                            | —                 | —                 |                                             |
| 2019 | "Final Song (Mixed)"                          | —                 | —                 |                                             |
| 2020 | "Going Out Of My Way"                         | —                 | —                 |                                             |
| 2021 | "Live to Survive"                             | —                 | —                 |                                             |
| 2021 | "Goosebumps"                                  | —                 | —                 |                                             |
| 2021 | "Brad Pitt"                                   | —                 | —                 |                                             |
| 2021 | "Kindness"                                    | —                 | —                 |                                             |
| 2022 | "Kindness"                                    | —                 | —                 |                                             |
| 2022 | "Live to Survive"                             | —                 | —                 |                                             |
| 2022 | "Wheelspin"                                   | —                 | —                 |                                             |
| 2022 | "Cool to Cry"                                 | —                 | —                 |                                             |
| 2022 | "Youth Is Lost"                               | —                 | —                 |                                             |
| 2022 | "New Moon"                                    | —                 | —                 |                                             |
| 2022 | "Brad Pitt"                                   | —                 | —                 |                                             |
| 2022 | "Goosebumps"                                  | —                 | —                 |                                             |
| 2022 | "Hip Bones"                                   | —                 | —                 |                                             |
| 2022 | "Punches"                                     | —                 | —                 |                                             |

### Som gæstesanger
- Broke - "Let The Youth Go Mad" (2013)
- Avicii - "Dear Boy" (2013)
- Iggy Azalea - "Beg for it" (2014)
- Elliphant - "One More" (2014)
- Bleachers - "You're still a mystery" (2015)
- Major Lazer & DJ Snake - "Lean on" (2015)
- Justin Bieber & Major Lazer - "Cold Water" (2016)
- Charli XCX - "3AM (Pull Up)" (2017)
- Charli XCX - "Porsche" (2017)
- Snakehips - "Don't leave" (2017)
- Cashmere Cat - "9 (After Coachella)" (2017)
- Eloq - "Diamonds" (2017)
- Diplo - "Get it right" (2017)
- Noah Cyrus - "We are fucked" (2018)en
- Diplo - "Stay open" (2018)en
- Steel Banglez & Yxng Bane - "Your Lovin'" (2018)en